# Chyťte ho!
Chyťte ho! (v originále Get Shorty) je americká gangsterská komedie z roku 1995, kterou podle románu Elmora Leonarda z roku 1990 natočil režisér Barry Sonnenfeld podle scénáře Scotta Franka. Ve filmu hrají John Travolta, Gene Hackman, Rene Russo, Delroy Lindo, James Gandolfini, Dennis Farina a Danny DeVito. Sleduje Chiliho Palmera (Travolta), miamského mafiána a lichváře, který se nedopatřením zaplete do výroby hollywoodských celovečerních filmů. Úspěch filmu odstartoval jeho titulní franšízu, včetně pokračování s názvem Buď v klidu (2005) a stejnojmenného televizního seriálu, který měl premiéru v roce 2017. 

## Děj
Chili Palmer je výběrčí dluhů z Miami a filmový nadšenec. Když mu konkurenční mafián Ray "Bones" Barboni ukradne koženou bundu, Chili si ji vezme zpět a zlomí mu nos. Po smrti svého šéfa Bones převezme jeho operace a nařídí Chilimu vybrat dluh od Lea Devoea, který měl údajně zemřít při letecké havárii. Chili zjistí, že Leo přežil a utekl s 300 000 dolary. Sleduje ho do Las Vegas, kde zároveň dostane úkol vybrat dluh od filmového producenta Harryho Zimma.
V Los Angeles se Chili setká s Harrym a přesvědčí ho, že jeho hon na Lea by byl skvělým námětem na film. Harry ho zapojí do svého vlastního projektu Mr. Lovejoy, ale potýká se s dluhy vůči drogovým dealerům Bo Catlettovi a Ronniemu Wingateovi. Když Bo nabídne Harrymu peníze uložené na letišti, Chili cítí past a ověří situaci. Mezitím Bo zabije svého dealera Yaya, což přivolá hněv jeho strýce, drogového bosse Escobara.
Karen, Harryho bývalá manželka, se sblíží s Chilim a pomůže mu zajistit hvězdu Martina Weira pro jejich film. Harry opilý zavolá Bonesovi a prozradí mu, že Chili má Leovy peníze. Bones přijede do LA, brutálně zbije Harryho a zabije Ronnieho. Bo mezitím unese Karen a požaduje peníze. Chili předá výkupné, ale Bear, Boův enforcer, ho podvede a nechá Boa spadnout ze zábradlí, čímž předstírá nehodu. Bones pak padne do léčky DEA, když si jde vyzvednout peníze.
O něco později začíná natáčení filmu Get Leo. Chili a Karen jsou producenti, zatímco Martin Weir hraje hlavní roli.